# Уайт, Мег
Меган Марта «Мег» Уайт (англ. Megan Martha "Meg" White; 10 декабря 1974, Гросс-Пойнт-Фармс, Мичиган) — американская барабанщица, известная как участница рок-группы The White Stripes.

## Биография
Родилась в Гросс-Пойнт-Фармсе (штат Мичиган) в семье Уолтера Хэкетта Уайта младшего и Кэтрин Уайт. Выросла в богатом пригороде Детройта с родителями и сестрой Хизер.
В начале 1990-х Мег, работая барменом в заведении Memphis Smoke в пригороде Детройта, встретила начинающего музыканта Джона «Джека» Энтони Гиллиса. Они поженились 21 сентября 1996 года. Джон, сторонник неортодоксальной моды, решил взять себе фамилию жены. В том же году Мег впервые села за барабанную установку. Она никогда не собиралась профессионально выступать на сцене. По словам Джека, он просто как-то попросил Мег подыграть ему во время репетиции, и это прозвучало неожиданно удачно.
Джек и Мег развелись 24 марта 2000 года.
The White Stripes 11 сентября 2007 года вынуждена была отменить 18 выступлений их тура, потому что у Мег случилась паническая атака. Её проблемы со здоровьем вынудили также отменить турне по Великобритании, однако в июне 2008 года выздоровевшая барабанщица появилась на сцене на концерте в Детройте с The Raconteurs.
3 мая 2009 были официально подтверждены слухи о помолвке Мег с Джексоном Смитом, сыном Фреда Смита и Патти Смит. 22 мая 2009 года пара поженилась. Свадьба состоялась в Нашвилле (штат Теннесси), на заднем дворе Джека.

## Интересные факты
- Мег Уайт появилась на обложке сингла «Pink» группы Whirlwind Heat[5].
- Вместе с Джеком Уайтом Мег снялась в фильме Джима Джармуша «Кофе и Сигареты» в эпизоде «Джек показывает Мег свою катушку Теслы».
- В свободное время от группы Уайт любит заниматься фотографией и увлекается таксидермией.
- Однажды промоутер группы подарил Мег на день рождения чучело белой мыши, одетой в балетную пачку.
- Мег снялась в клипе «Cha Cha Twist» группы The Detroit Cobras в образе Красной шапочки[6].
- Рэй Ламонтейн написал песню «Meg White», которая появилась в его альбоме Gossip in the Grain.